# Ilse Meudtner

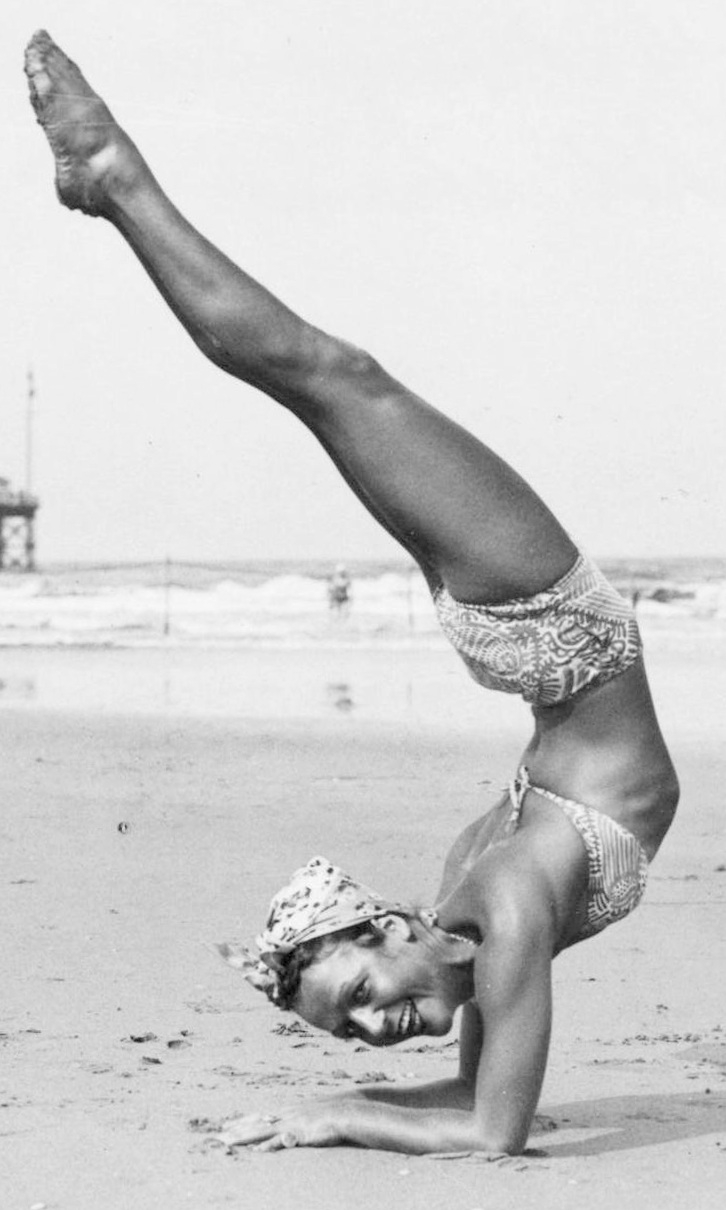
Ilse Meudtner am Strand von Scheveningen (1940)

Ilse Meudtner (* 1. November 1910 in Berlin; † 18. Juli 1990 in Madrid) war eine deutsche Schwimmsportlerin, Tänzerin, Choreografin und Journalistin.

## Leben und Karriere
Über Kindheit und frühe Jugend der 1910 (nach anderen, jedoch nicht durch offizielle Dokumente zu belegenden Angaben 1912) geborenen Konditorstochter aus dem 1912 in Neukölln umbenannten Berliner Stadtteil Rixdorf gibt es kaum Informationen.
Sie nahm an den Olympischen Sommerspielen 1928 teil und belegte im Kunstspringen den vierten Platz. Ab 1929 erhielt sie ihre Tanzausbildung bei Berthe Trümpy und Vera Skoronel, in deren Kammertanzgruppe sie mitwirkte.
1932 war sie Mitglied einer Tanzgruppe von Harald Kreutzberg, mit der sie eine Amerikatournee absolvierte, die nach New York, New Orleans, Chicago und Hollywood führte. Außer als Tänzerin trat sie dabei noch als Wasserspringerin auf.

### Zeit des Nationalsozialismus und Kriegsende
Die Machtergreifung der Nationalsozialisten wirkte sich auch auf die deutsche Tanzszene aus. Meudtners anfängliche Skepsis gegenüber den neuen Machthabern war nur von kurzer Dauer, denn sie erkannte sehr schnell auch die Chancen, die sich ihr nun eröffneten: „Ich war jetzt zwanzig, ich war jetzt dran!“
Über die Stationen Darmstadt und Essen kam im Jahr 1934 an die Berliner Staatsoper. Von 1934 bis 1940 war sie hier erste Solotänzerin. Hier kreierte sie unter anderem Rollen in Lizzie Maudriks Balletten Die Barberina (1935) und Joan von Zarissa (1940). Daneben veranstaltete sie eigene Tanzabende und Tourneen. Außerdem wirkte sie in den Spielfilmen Daphne und der Diplomat (1937) sowie Am Abend auf der Heide (1941) mit. Während des Zweiten Weltkriegs unternahm sie von der Reichskulturkammer geförderte Gastspielreisen und tanzte in Deutschland und in den von der Wehrmacht besetzten Gebieten im Rahmen der Truppenbetreuung vor Offizieren und Landsern.
In den Wirren des Kriegsendes heiratete sie ihren langjährigen Lebensgefährten, den niederländischen Filmproduzenten und NS-Kollaborateur Egbert Van Putten (1899–1996), der als Protegé von Alfred Greven und Arthur Seyß-Inquart unter anderem an der Produktion antisemitischer Propagandafilme beteiligt gewesen war, in deren Finanzierung auch Ilse Meudtner Teile ihres Privatvermögens investiert hatte, und der als Manager Meudtners ihre zahlreichen Auftritte in den besetzten Niederlanden organisierte. Nach der Befreiung der Niederlande durch die Alliierten war Van Putten nach Deutschland geflohen, wo er nach Kriegsende verhaftet und an die Justiz seines Heimatlandes überstellt wurde, aber bereits im August 1946 wieder auf freien Fuß kam. Ilse Meudtner, die die niederländische Staatsbürgerschaft ihres Ehemannes, nicht aber seinen Namen angenommen hatte, hat sich zu dieser Episode ihres Lebens nie geäußert, ebenso wenig wie zum weiteren Verlauf ihrer Ehe. Sie tourte – offenbar ebenso unbehelligt wie unbeeindruckt von den Ereignissen – weiterhin durch Europa.

### Nachkriegszeit und 1950er-Jahre
Wie unzählige andere Künstler, die sich aus Überzeugung, aus Gleichgültigkeit oder auch notgedrungen mit dem NS-Regime arrangiert hatten, profitierte auch Ilse Meudtner in den Nachkriegsjahren vom Bedürfnis des Publikums nach Unterhaltung, aber auch vom allgegenwärtigen Bedürfnis nach Verdrängung. Dadurch konnte sie – nicht zuletzt auch aufgrund der Verluste, die die deutsche Kunstwelt durch den Krieg, die Emigration von Künstlern ins Ausland und die Vertreibung und Ermordung jüdischer Künstler erlitten hatte – fast nahtlos an ihre früheren Erfolge anknüpfen und auch wieder bedeutsame Positionen im Kunstbetrieb besetzen.
In Tanzschulen von Madrid und Sevilla, deren „trauriges Milieu“ sie 1958 in einem Radiointerview des SWR beklagte, und über deren ärmliche Ausstattung und angeblich niedriges Niveau sie sich „tief enttäuscht“ zeigte, versuchte sie während eines einjährigen Spanienaufenthalts durch „Anschauen und Zusehen“ wenigstens die „Grundideen des spanischen Tanzes“ in sich aufzunehmen. Obwohl sie in Spanien „nichts von dem“ hatte lernen können, „was man bei uns auf den Bühnen sieht“, präsentierte sie 1949 dem deutschen Publikum ein Bühnenprogramm, in dem sie darzustellen versuchte, „was auf unseren Bühnen ungefähr als ‚spanisch‘ verstanden wird“. Während ihre Darbietungen in Spanien durchaus ein positives Echo gefunden hatten, stießen sie in Deutschland jedoch nur auf geringes Interesse, sodass sie bisweilen in halbleeren Sälen auftrat.
Ihre Karriere nahm wieder einen günstigeren Verlauf, als sie von 1951 bis 1954 als Solotänzerin und Ballettmeisterin der Komischen Oper Berlin angehörte. Dort choreografierte sie unter anderem de Fallas Der Dreispitz, Ravels Pavane auf den Tod einer Infantin und Boléro, Tscherepnins Der verzauberte Vogel und Spies’ Der Stralsunder Fischzug. In diesen Jahren trat sie auch wieder mehrmals als Interpretin stilisierter spanischer Tänze und Kastagnettenspielerin mit dem Berliner Gitarristen Jürgen Klatt (1935–1995), der sein Handwerk u. a. in Madrid gelernt hatte, und dem damals noch am Beginn seiner internationalen Karriere stehenden Gitarristen Siegfried Behrend auf.
1955 führte eine Verletzung, die sie sich beim Holzschuhtanz in Zar und Zimmermann zuzog, zum Ende ihrer Tanzkarriere. 1958 gastierte sie ein letztes Mal in ihrem Geburtsort Neukölln im Saalbau.

### Die späteren Lebensjahre
1964 folgte sie ihrem Ehemann Egbert Van Putten, der es aufgrund seiner NS-Vergangenheit vorgezogen hatte, sich in das Spanien Francos abzusetzen, wo er in den 1960er Jahren einige Gelegenheitsjobs bei amerikanischen Filmproduktionen übernehmen konnte. Sie ließ sich in Madrid nieder und lebte dort seither als Journalistin. Mehrmals berichtete sie für Die Zeit über Land und Leute in Spanien.
Die Bedeutung von Ilse Meudtners künstlerischem Schaffen ist unbestritten, wenngleich in der historischen Rückschau für die Geschichte des Tanzes in Deutschland eher von untergeordneter Bedeutung. Die bisher unzulängliche Auseinandersetzung mit ihrer Biografie vermag die vielen offenen Fragen hinsichtlich ihres nicht nur pragmatischen, sondern teilweise opportunistischen Verhältnis zum Nationalsozialismus noch nicht vollends zu beantworten. Da vieles darauf hindeutet, dass sie keinesfalls nur eine politisch naive, allein ihrer Kunst verpflichtete Mitläuferin des NS-Regimes war, bedarf ihre Lebensgeschichte aufgrund zahlreicher blinder Flecke noch einer umfassenden Aufarbeitung.

## Veröffentlichungen
- 1944: Die Welt meiner Tänze. (Meister des Tanzes Band 2) E. Hammann, Detmold
- 1960: Tanz ohne Bühne. Günther, Stuttgart
- 1990: ...tanzen konnte man immer noch. Erinnerungen; herausgegeben und mit einem Nachwort von Dietrich Steinbeck. Edition Hentrich, Berlin (enthält einen vollständigen Nachdruck von Die Welt meiner Tänze aus dem Jahr 1944)